# 唐山铁路枢纽
唐山铁路枢纽是以河北省唐山市为核心的铁路枢纽，是中国最早发展的铁路枢纽之一，见证了中国第一条標準軌铁路、第一座火车站、第一家铁路工厂、第一台蒸汽机车的诞生。唐山铁路枢纽属北京铁路局，呈“七横五纵”格局。该枢纽客运服务华北各地往返东北地区的客流；货运服务唐山港的京唐、曹妃甸两大港区，以及唐山本地工业。

## 历史

### 近代

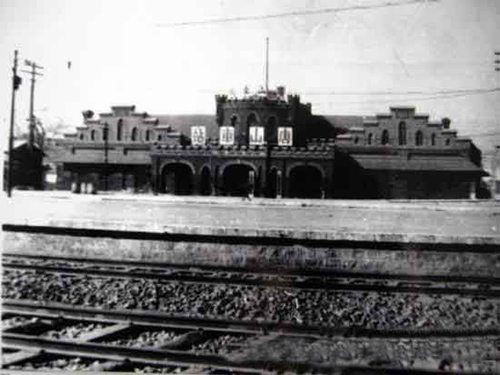
1907年的唐山车站

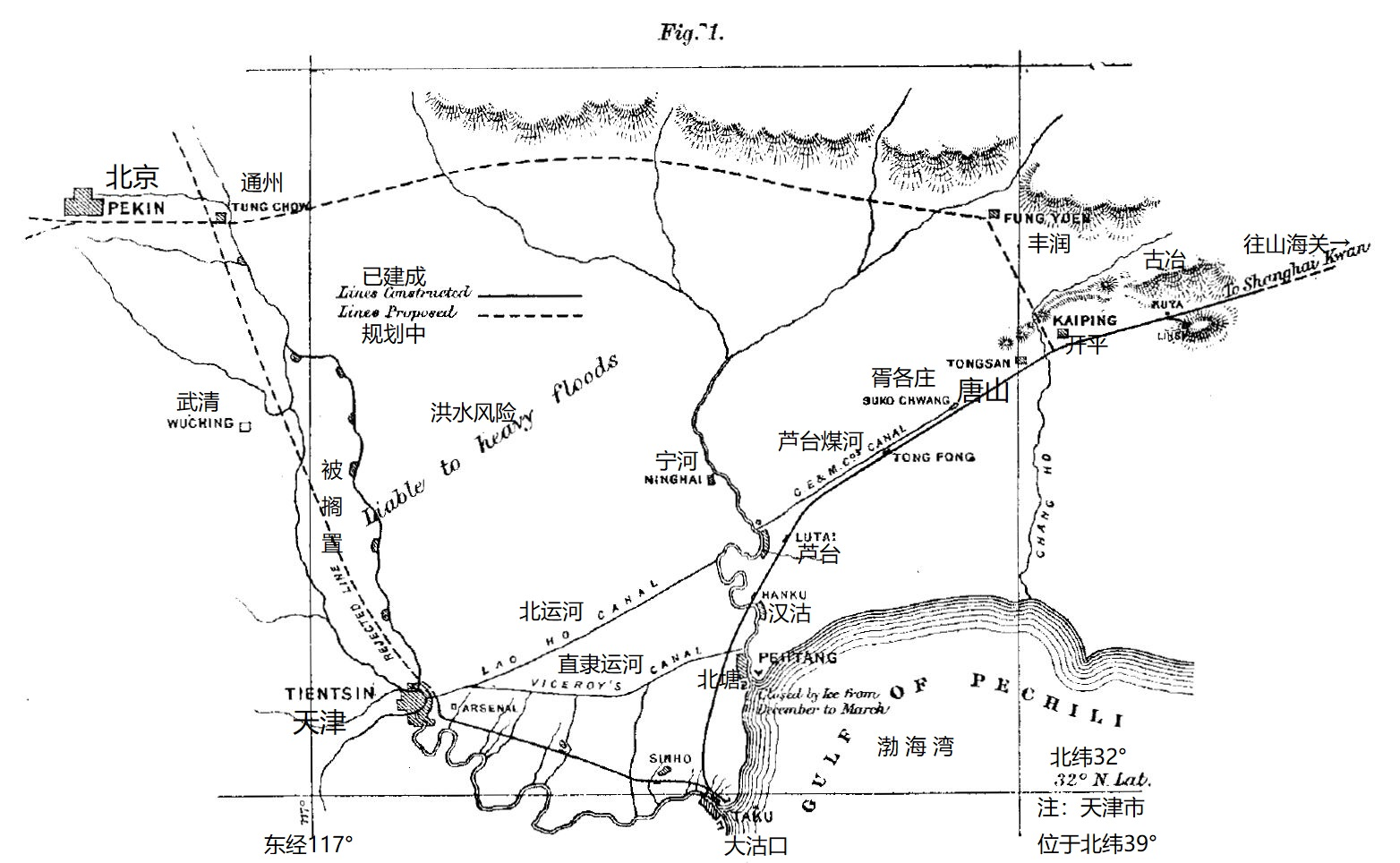
唐胥铁路扩建示意图

唐山铁路枢纽起源于1881年建设的唐胥鐵路，为中国第一条標準軌铁路、第一条行驶机车的铁路和第一条自建铁路。1882年，唐胥铁路唐山车站建成营业，为中国第一座火车站。唐胥铁路在丰润县（今丰南县）配套建有胥各庄修车厂，为中国第一家铁路工厂，即今中车唐山机车车辆有限公司的前身。此后，唐胥铁路不断延伸：1887年向西延伸至芦台，1888年至天津，1894年向东至山海关，1901年向西至北京，至此铁路改称京山铁路。1907年，因地下煤炭过度开采，原铁路路基塌陷，唐胥铁路唐山车站向西搬迁1公里，至现唐山南站的位置。

### 现代
20世纪70年代初，唐遵铁路建成。1975年底，连接北京通县站（今通州站）和唐山坨子头站（今滦县站）的通坨铁路交付运营。1976年7月28日，唐山发生7.8级大地震，京山、通坨线受灾线路达403公里。经抢修，8月3日，京山线滦县以东铁路通车；8月7日，唐山以东铁路通车；8月10日，京山线全部恢复通车。1983年11月15日，唐山火车站在原址重建落成。唐山机车车辆厂在震中绝大部分被夷为平地，全厂迁至丰润区现址重建，1986年建成。原厂址地震遗址现被开发为唐山地震遗址纪念公园。
1984年，由通坨铁路双桥站至狼窝铺站新增复线和新建狼窝铺经迁安至秦皇岛铁路构成的京秦铁路通车，取代原通坨铁路。通坨铁路狼窝铺至坨子头段改称狼坨铁路。
1992年，由坨子头站至京唐港的坨王铁路通车，是一条由唐山市和铁路企业共同投资建设的铁路，全长75.662公里。
1992年12月21日，大秦铁路开通运营。

1994年压煤改线新建的唐山火车站

1994年11月11日，京山铁路“压煤改线”工程竣工。该工程将京山线改离逐渐塌陷的老煤矿区，自七道桥站引出，绕行唐山市区西侧，新设唐山西站，至狼窝铺站。后狼坨铁路并入改线后的京山线。唐山西站与京山新线同时启用。原京山线七道桥至滦县段改称七滦铁路。1996年6月26日，七滦铁路上的唐山站结束客运，改称唐山南站，同时京山新线上的唐山西站改称唐山站。
2003年7月1日，京秦线北京至狼窝铺段和京山线狼窝铺至秦皇岛段电气化改造竣工，最高时速提升至200公里。同时，被改造的线路被称为新京秦线，而未被改造的原京秦线狼窝铺经迁安至秦皇岛段改称京山线。即京山、京秦两线的狼窝铺至秦皇岛段对调。
2006年12月20日，丰润站改名为唐山北站。12月26日，迁曹铁路开通运营。12月31日，京山铁路唐山段改称津山铁路，京秦铁路并入京哈铁路。
2007年4月18日，第六次铁路大提速，唐山北站开通动车组列车，为唐山铁路枢纽首次。
2010年4月27日，遵小铁路唐山段建成通车。

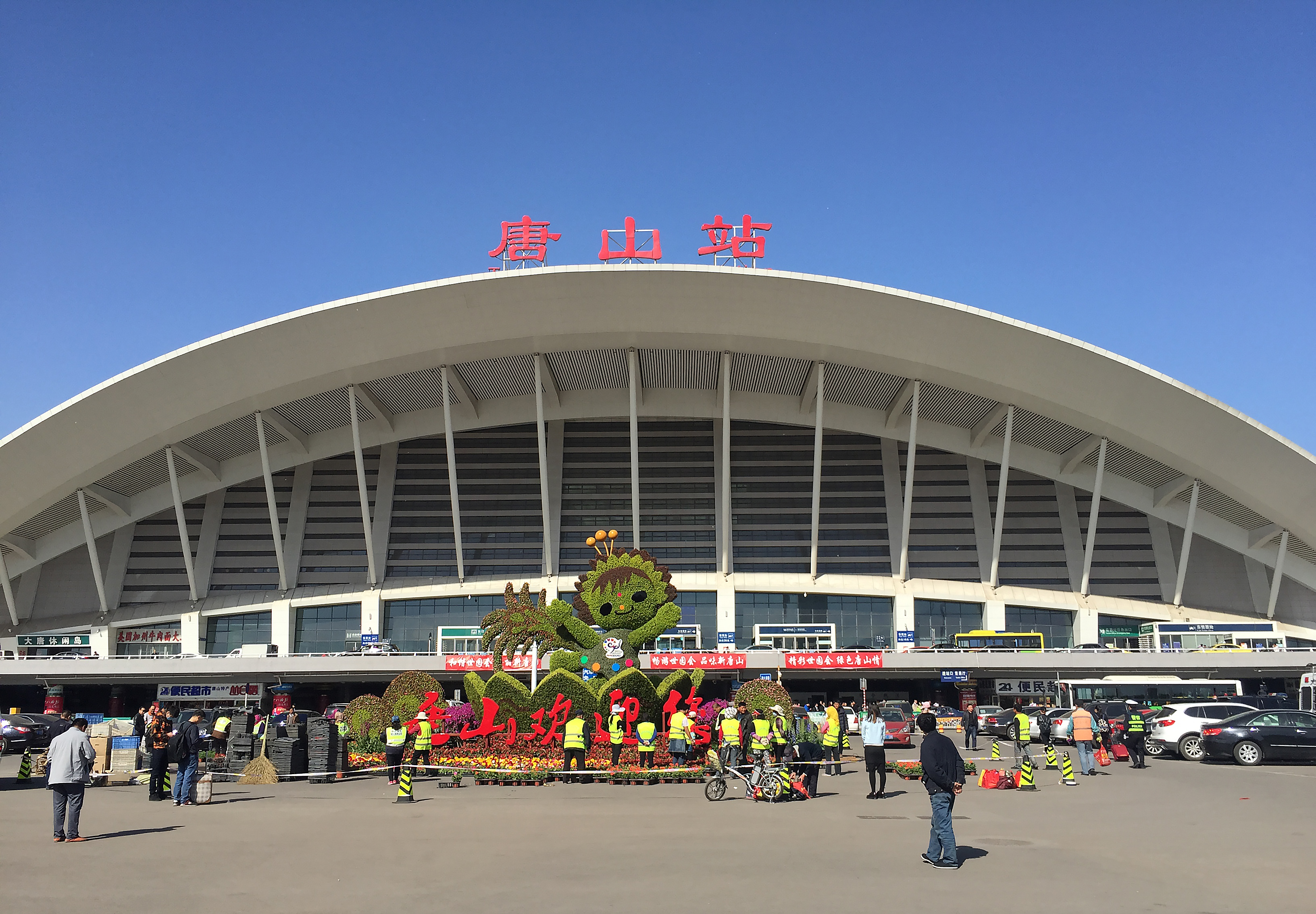
2013年改造后的唐山站

2013年11月26日，唐山站改造工程竣工。改造后的唐山站分为普速场和高速场。同年12月1日，津秦高速铁路通车。
2015年7月1日，唐山北站改造工程竣工。同年11月，唐山北站至唐山站的客车联络线通车，开通北京站经京哈线至唐山站的动车组列车，不再绕行天津。
2015年12月30日，张唐铁路通车，后合并入唐包铁路。
2018年1月18日，唐山南站开通至古冶站客运列车，为自1996年停办客运后时隔22年再度开通客运业务。
2018年6月30日，唐曹铁路建成通车，同年12月28日开通客运。
2022年12月30日，京唐城际铁路通州至唐山段以及计入京唐城际铁路工程的京唐津秦联络线（唐滦联络线）建成通车，并开行京唐城际列车及京秦城际列车，唐山西站同日启用。

## 铁路线

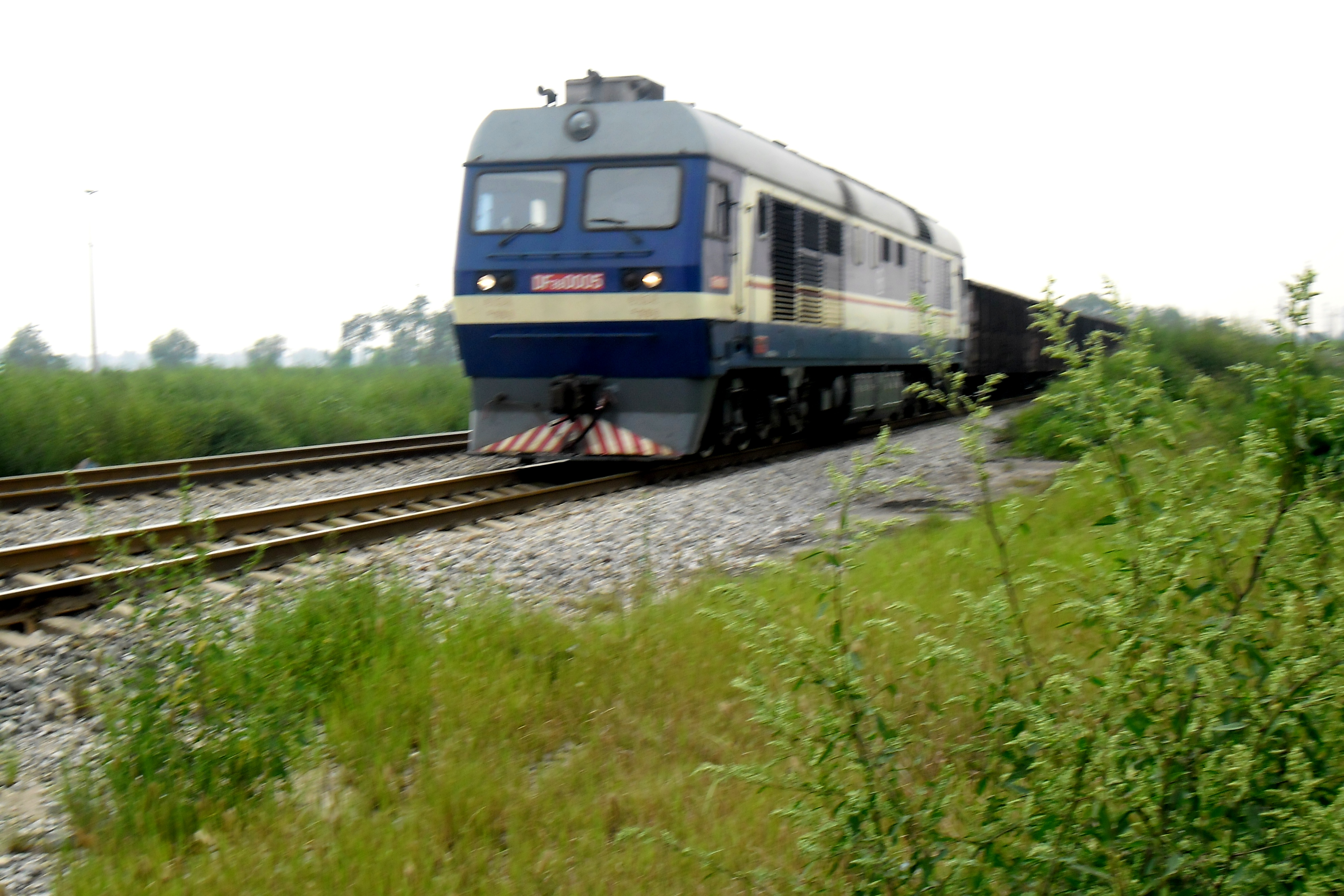
一列货运列车行驶在津山铁路唐胥段，唐山南湖南岸。

### 既有铁路
- 津秦高速铁路，连接天津和秦皇岛，是中国高速铁路“八横八纵”中沿海通道的组成部分。
- 津山铁路，连接天津和山海关，是华北往返东北地区的主要普速通道。
- 京哈铁路，连接北京和哈尔滨，是北京往返东北地区的主要通道。
- 大秦铁路，连接大同和秦皇岛，是西煤东运的主要通道，在唐山枢纽分别经迁曹铁路、滦港铁路连接至曹妃甸、京唐两港。
- 唐遵铁路，连接唐山和遵化，为津山、京哈两线的联络线。
- 七滦铁路，连接七道桥和滦县，原为京山铁路主线，也是原唐胥铁路线路。1994年“压煤改线”后改为现名。
- 迁曹铁路，连接大秦铁路迁安北站和曹妃甸，其中菱角山至滦南段与滦港铁路共线。
- 滦港铁路，连接滦县和京唐港。迁曹铁路建成后接入大秦铁路。
- 遵小铁路，连接遵化南站和小寺沟站，为唐遵铁路和锦承铁路的联络线。
- 卑水铁路，连接七滦铁路卑家店站和迁安首钢水厂矿区的地方铁路。
- 唐包铁路，连接唐山曹妃甸港和呼和浩特，唐山段为原张唐铁路，为继大秦铁路之后又一条北部能源通道。
- 唐曹铁路，连接唐山市区和曹妃甸区的城际铁路。
- 唐山客车线，连接唐山站和唐山北站的快速铁路，服务于北京站经京哈线至唐山站的城际动车组列车。
- 京唐城际铁路，连接北京与唐山的高速城际铁路。目前已通车通州至唐山段，北京至通州段借用京哈铁路运行。

### 在建铁路
- 水曹铁路，连接迁安首钢水厂矿区和曹妃甸港，为疏解迁安矿区的尾矿固废兴建。[18]

## 主要站段

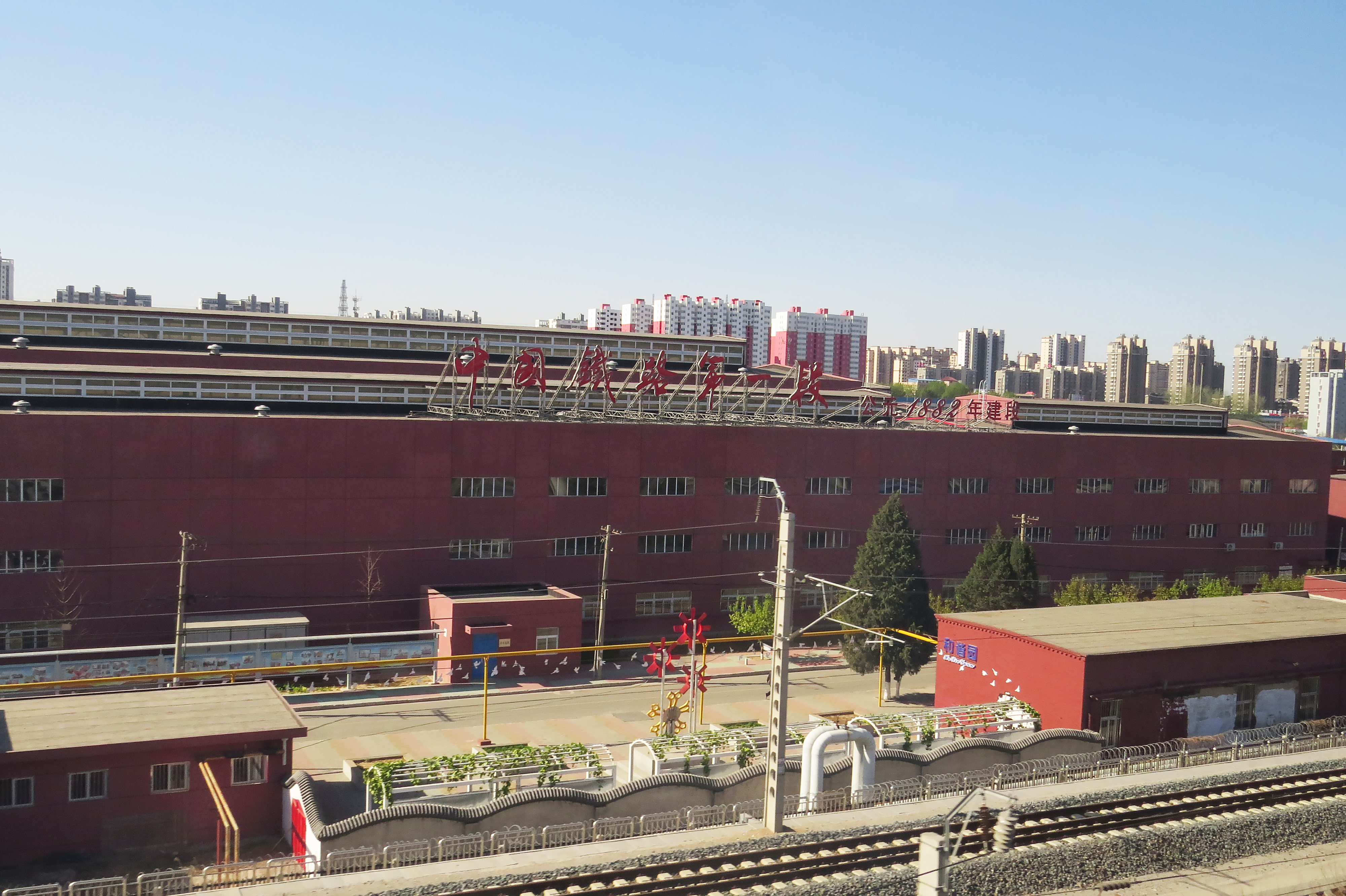
唐山机务段

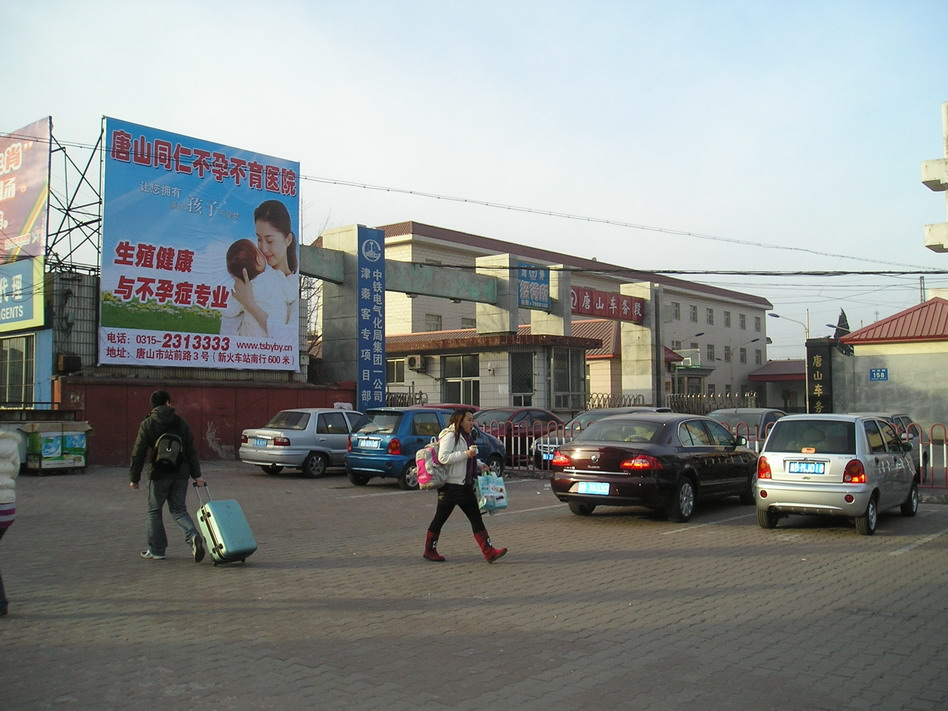
唐山车务段

- 唐山站，是唐山枢纽的主要客运站，北京局集团直属站。办理津山、津秦高速铁路、京唐城际铁路的客运业务，同时管辖津秦高速铁路、京唐城际铁路的共计7座车站。
- 唐山北站，是唐山枢纽的辅助客运站，办理京哈铁路的客运业务以及少量唐包铁路的客货运业务。[19]
- 唐山南站，是历史上唐山枢纽的主要车站，现不办理客运业务。
- 唐山西站，是唐山枢纽的辅助客运站，主要担当京唐城际铁路北京方向以及京唐转津秦方向的客运业务。
- 唐山机务段，原古冶机务段，是中国第一个机务段。承担京哈、津山铁路唐山段货物列车和部分旅落列车牵引任务。
- 唐山车务段，管辖京哈、津山两条干线和七滦、唐遵、卑水三条支线的33个车站。
- 唐山电务段，承担唐山枢纽信号设备的管理和维护。
- 唐山供电段，承担唐山枢纽的电力供应和电力设备的检修与保养。